# Dietmar Gehrer

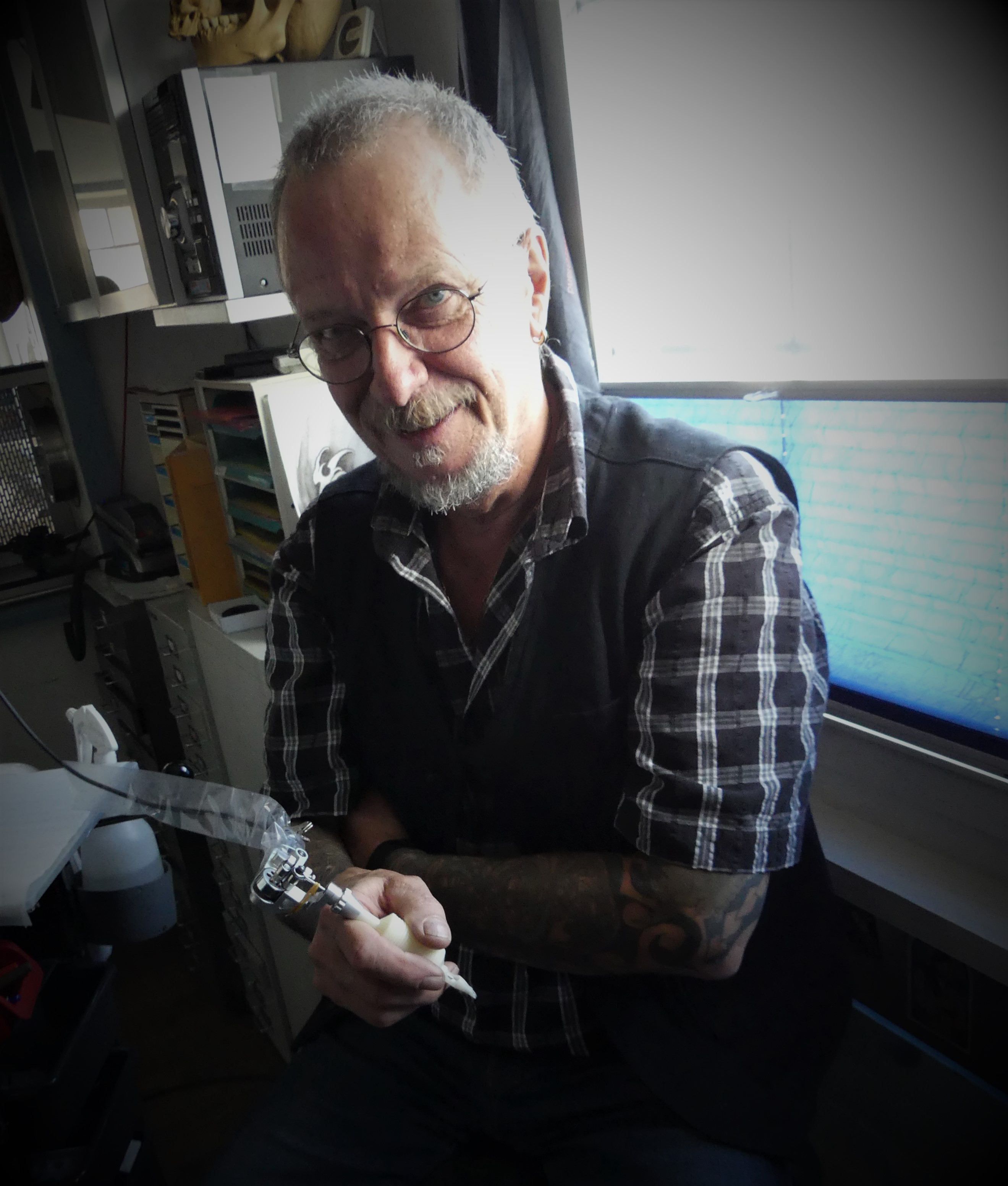
Dietmar Gehrer, 2018

Dietmar Gehrer (* 7. Februar 1955 in Höchst, Vorarlberg) ist ein österreichischer Tätowierkünstler. Er eröffnete sein Studio im Jahr 1974 in Rheineck und ist damit der erste niedergelassene Tätowierer der Schweiz.

## Leben
Dietmar „Dischy“ Gehrer ist von Geburt österreichischer Staatsangehöriger und wuchs in Höchst/Vorarlberg auf. Im Alter von zwölf Jahren tätowierte er einen Schulkollegen. Mit 16 baute er seine erste Tätowiermaschine, ein Jahr später übersiedelte er in die Schweiz. Er wohnte bei seiner Freundin, deren Mutter Wirtin der Gaststätte «Sonne», einem Biker-Treff in Rheineck, war. Er begann eine Ausbildung zum Velomechaniker, die er jedoch abbrach, um hinter dem Gastraum der Gaststätte ein Tätowierstudio zu eröffnen. „Ein Tattoostudio in Vorarlberg wäre 1974 undenkbar gewesen. Damals gab es noch ein Gesetz, welches das Tätowieren verbot … das Gesetz stammte aus dem 18. Jahrhundert“, sagte Gehrer in einem Interview am 1. Januar 2021 im Radio FM1. Mit 18 tätowierte er dann seine ersten Kunden in seinem Studio, das sich in einem Hinterzimmer im Gasthaus Sonne in Rheineck befand. Im Jahr 1975 bekam Gehrer Kontakt zu Horst Streckenbach, von dem er seine erste professionelle Tätowierausrüstung erwarb. 1976 heiratete Gehrer, und nach dem Tod der Schwiegermutter übernahm das Paar die Gaststätte «Sonne».
Im Jahr 1977 nahm Gehrer als einziger nicht-deutscher Tätowierer an einem Informationstreffen in Hannover teil, zu dem Horst Streckenbach und Manfred Kohrs einige niedergelassene Tätowierer – darunter Edward Szustak («Tattoo Eddy», † 23. Januar 1993, Fürth), Herbert Hoffmann, Heinrich Dietz und Theodor Vetter – und eben auch Dietmar Gehrer eingeladen hatten. Zweck dieses Treffens war die Gründung einer nationalen Vereinigung, um anschließend technische und hygienische Standards einzuführen.
"Mittlerweile hat Dischy etwa 15'000 Tattoos gestochen. «Bei 10'000 habe ich aufgehört zu zählen.»"  Er möchte mindestens noch bis 2024 arbeiten. «Ich will die 50 Jahre Tattooladen voll machen».

## Kunst
Mit dem Pop-Art-Künstler Marco De Lucca realisierte Gehrer 2012 ein Kunstprojekt mit dem Titel «Lebens-Zeichen». Das Ergebnis der Zusammenarbeit zwischen Marco De Lucca und Gehrer war anlässlich der Neueröffnung der Bodensee-Galerie in Altenrhein zu sehen.

## Mitgliedschaften
- 1977: National Tattoo Club of the World
- 1977: European Tattoo Artists Association (E.T.A.A.); Mitgliedsnummer 23
- Verband Schweizerischer Berufstätowierer (VST); Gründungsmitglied[12][13]

## Dokumentation
Am 4. September 1978 berichtete die Vorabendsendung Karussell über «das erste Tattoo-Studio der Schweiz, betrieben von Dietmar ‚Dischy‘ Gehrer». In einer Sendung vom 30. September 2020 griff der SRF in der Reihe Archivperlen das Thema erneut unter dem Titel Was wurde aus? Der erste Tätowierer der Schweiz auf. «Dietmar ‚Dischy‘ Gehrer war der erste Tätowierer der Schweiz. Fast 50 Jahre nach der Eröffnung seines Tattoo-Studios in Rheineck kommt es zu einem Wiedersehen mit dem Tattoo-Pionier. Was er in all diesen Jahren beim Tätowieren erlebt hat, erzählt er» in einem Interview gegenüber dem SRF.